# Kanton Le Fousseret
Der Kanton Le Fousseret war bis 2015 ein französischer Wahlkreis im Arrondissement Muret, im Département Haute-Garonne und in der Region Midi-Pyrénées; sein Hauptort war Le Fousseret.

## Gemeinden
Der Kanton umfasste 15 Gemeinden:
| Gemeinde              | Einwohner | Code postal | Code Insee |
| --------------------- | --------- | ----------- | ---------- |
| Le Fousseret          | 1.434     | 31430       | 31193      |
| Lafitte-Vigordane     | 654       | 31390       | 31261      |
| Saint-Élix-le-Château | 542       | 31430       | 31476      |
| Gratens               | 445       | 31430       | 31229      |
| Marignac-Lasclares    | 295       | 31430       | 31317      |
| Pouy-de-Touges        | 226       | 31430       | 31436      |
| Lussan-Adeilhac       | 191       | 31430       | 31309      |
| Castelnau-Picampeau   | 165       | 31430       | 31119      |
| Saint-Araille         | 125       | 31430       | 31469      |
| Montégut-Bourjac      | 108       | 31430       | 31370      |
| Sénarens              | 101       | 31430       | 31543      |
| Casties-Labrande      | 97        | 31430       | 31122      |
| Montoussin            | 90        | 31430       | 31387      |
| Polastron             | 64        | 31430       | 31428      |
| Fustignac             | 54        | 31430       | 31204      |